# 槍與劍
《槍與劍》（日語：ガン×ソード）是一部日本電視動畫作品。於2005年7月至12月在東京電視台播放，全26話。宣傳詞為「痛快娛樂復仇劇」。因為有優秀的作畫、白熱化的故事發展以及聲優們的熱烈演出而受到好評。
秋田書店發行的漫畫雜誌《週刊少年Champion》進行漫畫版連載，由兵頭一步負責劇本，由ひのき一志負責作畫，為短期集中連載。另外幻冬舍Comics也將動畫版改編成漫畫版，由守屋直樹負責作画（協力：谷口悟朗、倉田英之、木村貴宏、山根理宏），標題和設定繼承原作故事，內容以梵安、溫蒂、卡爾曼、凱吉、布里希洛等人的外傳故事為主。

## 劇情簡介
梵安因為未婚妻在婚禮當天被神秘的勾爪男殺死，所以不斷尋找他的下落，溫蒂·格雷特與卡爾曼99、喬西亞等人為了各自的理由，他們也因故了加入這趟追逐勾爪男的行列之中。
另一方面，雷也因自己的妻子被殺死而踏上復仇之路，遇上了梵安而得知兩人的目的一致，性格迥異的兩人在互相廝殺的同時也逐步追逐著他們的共同目標。
在這個充滿暴力與謊言，以及各種大型機器人「裝甲」肆意橫行的無盡惑星「Endless Illusion」上，梵安是否能完成自己的復仇心願並解放自我呢？一場於槍與劍的交織衝擊下而磨擦出痛快節奏的科幻復仇劇，就此開幕......

## 主要角色

### 梵安一行人

梵安一行人

梵安（Van，配音員：星野貴紀／康殿宏（台灣））
本作主要男主角，一位有著數個稱號並且到處流浪的男人，前身為原體組織Original 7的空缺成員。
與摯愛艾蓮娜結婚的當天，在教堂中遭到勾爪男偷襲並且當著他的面前殺害艾蓮娜，受重傷的艾蓮娜與卡德貝多將瀕死的梵安動手術改造成與機械鎧同步的駕駛員，從此為了向勾爪男復仇而展開旅行，不過平常並不會展現自己復仇的決心。
屬於利己主義但依然遵守原則與道義的人，體型瘦長而且駝背，看起來總是一副慵懶的模樣，除了復仇念頭外基本上對於一切事物都是冷淡以對，雖然容貌上不太年輕但行動卻相當迅速，戰鬥時能徹底發揮自己身體的力量。
著一頂絕不脫下的寬邊高呢帽和穿著一件黑色燕尾服（似乎是提醒自己不要忘記復仇，被認為他其實穿的是一件喪服，但詳情不明）讓自己的造型彷彿是西部電影的神槍手。腰上所攜帶的武器看起來像是槍，實際上是一把彎刀，此刀就像是絲帶一樣能伸縮自如，使用時刀身會變得比鋼鐵還要堅銳，類似鍊劍加上柳葉刀身的異常設計。在機甲鎧戰鬥時，會先以手指將帽子轉半圈，然後在天空中用刀揮出V字型，叫喚對應身上彎刀形狀的機器人「Dann of Thursday」（Dann取自西班牙語，意即「神即裁決」）出來作戰，戰鬥方式與雷截然不同，以近身搏擊與劍術為主，肉體能力異常強悍，後期覺醒電磁思考領域系統後更是能展開反射光學兵器專用的能量護盾。
天生就無父無母，一身孤獨，童年時就像是饑餓的野獸一樣地存活下來，因為這個成長背景，加上失去艾蓮娜後也失去了一部份的感情，所以有著許多奇特的行為，像是以下幾個例子：
- 有著喜歡極度的甜和東西不辣就無法滿足的味覺。吃飯時不管和料理本身合不合，會要求調味料並且大量的加入菜色裡。這或許是身體被改造後所留下的後遺症。另外喜歡喝牛奶。
- 對於艾蓮娜以外的女性沒有興趣，第四集因為生病被溫蒂照顧後，會叫溫蒂，怎麼樣也記不起其他女孩的名字。
- 言語相當粗暴，經常在一些奇怪的場合攙入敬語使用。
- 有著各式各樣的稱號，本人通常會自報自己新的稱號(會在名字前面加稱號)。第八集時，因為使用前集稱號而未產生新的，第六話時把本來叫作「好人梵安」的稱號，自己改成「梵安·The nice guy」。

在對決法撒麗娜的過程中，表明自己還是處男來回擊對方，且對於艾蓮娜以外的女孩並沒有意願奉獻其「純潔」的感情。
從第十六集最後的對話中可知道，其實他很害怕烏龜。
真實身分為本作僅有的特異個體「超載體」（Over Flow），在最終話中覺醒，成功拯救世界並存活下來，數年後，他偶然拜訪溫蒂的房子時，身上帶著自己和一行人的合照，證明他沒有忘記那段時光仍然懷念。
這個角色可能是根據電影中的主角莉坦而來的，而名字及造型可能是致敬自電影主角之一，造型設計則是「看似槍手的劍客」的交錯感，與雷的造型設計成刻意的矛盾對比性。
溫蒂·加蕾特（Wendy Garret，配音員：桑島法子／林美秀（台灣））
與梵安一起旅行的13歲的少女，為了找尋被勾爪男帶走的哥哥而與梵安一起行動。雙親死後，搬去與叔叔一起住，在叔叔死後則和哥哥兩人一起生活，兩人的感情相當深。但在與被勾爪男洗腦的哥哥再見面後而對他失望，於是為了用自己的眼睛確認「什麼是惡，什麼是正義」而繼續與梵安一起旅行。背後背著一把「哥哥過去持有的最重要事物」的槍，和哥哥再次分別後，把這把槍正式化為「自己的東西」。以後這把槍就成為代表「不再顧慮哥哥的想法，而是以自己的思想獨立前進」的溫蒂意志的符號。
在最終集數年後梵安偶然拜訪溫蒂的房子時，她的髮型和服裝並沒有太多改變，這是為了再見到梵安時，讓梵安知道她是誰的作法。
髮型的特徵是留著兩個像是麻花的雙馬尾，所以觀眾都叫她『螺旋麵包髮』。
卡爾曼99（Carmen 99，配音員：井上喜久子／鄭仁君（台灣））
本名為卡爾曼·曼多莎。23歳。在梵安和溫蒂面前出現的謎之情報商人，行動多數在收集情報。如果被捲入危險的場合中，會使用有四枚刀子的溜溜球應戰。對於金錢相當執著，在大家把認為值錢的東西帶回來，並且拜托她鑑定和分析時會被她強行要求費用。至於在名字後面加上"99"的原因，好像是因為有著99個秘密跟99cm的胸圍，所以才用這個數字。
在立志當情報商人前是做女侍的工作，所以泡咖啡的技巧相當好。對於自己的本名有些許的情結存在，被叫作「卡爾爾」時，每次她都會叮嚀要叫她「卡爾曼」。有著對梵安有好感的描寫，但是大部份的情況卻沒有表現出來，直到最終集才說出。
雷·郎格蘭（Ray Lundgren，配音員：櫻井孝宏／夏治世（台灣））
本作第二男主角，與梵安的遭遇、復仇目的一樣，因為妻子被勾爪男所殺，所以到處尋找勾爪男報仇。
個性與梵安相反，看似冷酷但內心熾烈，行動比言語更為優先，做事選擇成功率較高的方式，不擇手段完成目的為主。
打扮成和武士一樣的裝扮，腰上掛著像是刀形狀的槍並且有著一張精悍面貌的青年。腳跟處隱藏便攜式手槍以及專屬裝甲鎧Volkein的搖控裝置。他也和梵安一樣，妻子志乃遭到勾爪男殺害，於是開始追蹤他要進行復仇。有著對於無論什麼東西，只要對他的復仇有所障礙就會面無表情地加以排除的冷酷一面，不過也會展露出擔心自己弟弟喬西亞的一面。根據喬西亞所說，他的哥哥以前是個安靜溫柔的人，但是為了復仇，於是揮別過去的自己而成為現在冷酷無情的性格。駕駛著由妻子所設計的機器人「Volkein」並且在平時利用它作為移動之用。雖然並非原裝機甲鎧, 但是Volkein有一套巨大鑽地機造型的移動機庫, 因此也能做到隨時召喚的效果。
每次召喚時雷會用配槍360度向地面射擊, Volkein隨即破土而出，戰鬥方式和梵安完全相反，無論是個人還是機甲鎧，都是注重射擊以及弱點打擊的風格，本體還配置能將光學兵器無效化的「擴散斗篷」，他同時也是一名真正的神槍手，但是他的視力因與卡洛沙交戰時而受到損傷，並逐漸模糊惡化。
多次比梵安他們搶先一步找到和勾爪男有關的情報並且持續追蹤著他。當初和同樣遭遇的梵安是敵對關係，兩人在找尋勾爪男的途中有多次的交手。決戰時因視線變得模糊，雖然正面對上鈎爪男射擊卻無法命中，其中一顆子彈卻碰巧卡在鈎爪男機體系統中，使得他的計劃被迫中止作修復。 看見鈎爪男少有露出的驚慌表情後，對自己成功奪去仇人的夢想感到滿足，隨後遭到敵軍人員開槍反擊而亡。 縱使未能手刃仇人，卻讓梵安得以趕上完成兩人的復仇。
因某間中華風格的餐廳的侍應貌似亡妻而成為常客。
造型設計是「看似劍士的槍手」的交錯感，與梵安的造型設計成刻意的矛盾對比性。
喬西亞·郎格蘭（Joshua Lundgren，配音員：野田順子）／石采薇（台灣））
雷的弟弟，因為想要尋找雷的去向所以與梵安他們一起行動，梵安一行人的裝甲技師。
雷的弟弟、唯一的血親。為了找尋哥哥而展開旅行，和梵安等人一起行動。單方面仰慕著梵安，常讓梵安感到苦惱(第14集喬西亞住院時，梵安就打算把他丟在醫院裡)，不過他本人並沒有注意到。有著感覺非常遲鈍、不懂人情世故和超級我行我素的性格，像是進入女廁找溫蒂，在布里希洛洗澡時直接掀開簾子要找她談話。由於這種性格被梵安和布里希洛指責說「你才不是我的朋友」。
與哥哥一起開發由雷的妻子志乃所作的機器人「Vorukein」，對於裝甲等機械設備的知識相當豐富，另外相當內行於清掃工作，被溫蒂冠上「清潔溜溜的喬西亞」的稱號。在事件結束後和雪子合作一起執行打撈Vorukein的工作。
決戰時向雷坦白曾經仰慕雷的妻子志乃。
布里希洛（Priscilla，配音員：千葉紗子／石采薇（台灣））
擅長駕駛機器人的女孩，喜歡著梵安。
駕駛著像是貓一樣型狀的粉紅機器人「布朗尼」的少女。從故事中段登場。也許是因為駕駛著強力的機器人，所以讓梵安能記住她的名字。在機器人格鬥大會上與梵安初次見面時，因為和他有著「痛快的戰鬥」所以對他產生興趣。但在梵安離去後而有一點失落，於是和布里希洛住在一起的孩子們(布里希洛本來也是孤兒，被孤兒院長的修女媽媽養大，後來媽媽去世後，繼承她的機器人參加格鬥比賽賺取獎金養育這些孤兒們)看不下去這種情況於是支持她離去，因此她追隨梵安並且加入他們。
由於布朗尼身上裝載著能依照駕駛員的動作來行動的裝置，所以布里希洛運用自己優秀的身體能力在駕駛座上加以操控。雖然布朗尼有著華麗敏捷的機動性，但缺點就是有著比其它機器人還要劣勢的防禦力，不過在故事中還是擁有足以和勾爪男集團的機器人匹敵的能力。
最終話時得知梵安不告而別後十分氣憤，但依然決定先回到故鄉等待梵安的答覆，依舊喜歡著梵安。
雪子·史蒂芬斯（配音員：雪野五月)／鄭仁君（台灣））
在充滿墨西哥風的街道・葛羅利亞中，一個人經營酒吧「粉紅·amigo」的女孩。雙親很早就過世，所以由外婆千鶴(チヅル)所養育，在外婆死後繼承這家店。對於與外婆一同駕駛機器人的老人四人組老是在店裡闖禍而感到有些苦惱。但在看到梵安讓這群老人再次充滿活力後，因為想要再一次去見識這個街道外的世界而和這些老人們一起加入梵安他們。基本上是個喜歡和平的普通女孩，但也會展現她的勇氣對抗勾爪男集團，甚至親身參與作戰。
在梵安一行人中是除梵安外和雷交流最多的成員。兩人間有微妙的對話, 雷也罕有地告訴雪子自己復仇後和亡妻志乃重逢的願望。
尼洛（配音員：佐藤正治） & 赫賽（配音員：清川元夢） & 帕利歐（配音員：寶龜克壽） & 卡魯洛斯（配音員：田口昂／島田敏（機戰系列代役））
駕駛著五台合體的機器人「艾爾多拉V」的勇者們，曾經與已經過世的千鶴一起打敗現在已經滅亡的「祖魯斯帝國」，並且讓這個世界回復和平…等，每天都在「粉紅·amigo」強迫客人聽他們講這個故事，是一群雖然年紀稍大但卻很有精神的老人們。但是成員之一的卡魯洛斯大半時間都在睡覺。推測全員的年紀在六十歲上下。而這五個成員的特徵有著熱血漢子、冷靜的毒舌男、巨大體型男等、裡面體形最嬌小也是年紀最輕的就是雪子的外婆千鶴，所以被認為是以「超電磁機器人 孔巴德拉V」的成員為原型所創作出來。
在葛羅利亞街發生騷動時，偶然拜訪這裡的梵安無故的幫助他們，讓他們把梵安視為勇者的繼承人。之後把勾爪男集團認為是邪惡的團體，為了以勇者之名打倒他們，而加入梵安他們。這時，因為欠缺千鶴，使得整台機器人無法行動，後來被引起騷動的禍首科學家布奇對於這台機器人進行了排除合體功能等輕量化的改造，讓這台機器人能夠因此重生為新機「艾爾多拉V索爾」來戰鬥。
與梵安他們會合後，依然像以前一樣在白天就開始喝酒，不過在最後燃起了他們的正義之魂，勇敢的面對勾爪男團體，那個姿態，可以用真正的勇者來稱呼他們。

### 勾爪男集團
勾爪男（The Claw man，配音員：堀内賢雄／夏治世（台灣））
右手裝置著能夠拆卸的金屬勾爪。組織的領導人，本名是克‧克拉伊索庫‧庫魯。是悟的父親。在集團中(也是他自己的期望)為了不要有上下之分並且要讓大家把他當作崇拜的對象而要大家叫他"同志"，這個稱呼普遍也帶有敬意。
小說中說明在遙遠的過去他曾在地球(mother)擔任管理綜合總廳的工作，但是因為被捲入細菌兵器誤用而造成"永遠的春眠"的事件(從超低溫的冬天到溫暖的春天需要長久的時間，因此造成幾乎所有人類的滅亡)，於是只好逃亡到E.I星球。途中和月球觀測隊會合，但是在見到這些人為了權力鬥爭而彼此殘殺後，因此而對人類感到失望（這時也失去他的右手）。但是在降臨到這個仍有一點希望的E.I星球後，卻陷入了更深的絕望當中。於是藉由有著醫生身份、在E.I結交的第一位朋友的幫助，而接受了百年單位的延命治療，企圖實現自己的夢想。
性格乍看之下相當溫厚柔和，擅長使用帶有粉紅雜訊的話術，對於任何人都用像是對小孩子講話一樣的溫柔口氣說話，對於自己中意的人，會先問他"是否有夢想"，然後再問他"要不要和我一起看到夢想實現"來引誘他人進入組織。在人的喜怒哀楽的感情中，缺少了"憤怒"的感情，劇中似乎未見到他生氣過（有將憤怒從自己的身上移除的描寫，所以就算生氣自己也不知道）。但是對於不順從自己意思的人，會以毫無殺意的樣子（本人對於違逆他的事物會以強迫性的力量來表現他的慈愛）來殺了他，對於被他殺掉的人們不會感到遺憾，而是深信「他在我的心中依舊活著」，不過對於親近自己的Neo Original 7的成員們，即使深陷危險也完全不會感到不安，在劇中屢次出現他脫離常軌的表現和思考。
在劇中常能見到他的思想(但也有「只要自己的夢想實現，全部的人就能脫胎換骨展現新貌，在這之前死多少人都不是問題」的想法。可說是位持有獨善其身想法的人。
為了所剩無幾的餘生（劇中並無明說是由於延命治療副作用的病症、或是自然老死的期限將近），在死前把自己對於和全人類一樣會有所鬥爭的感情全部捨去並且把製作一個和平穩定的世界作為夢想，為了實現一個稱作「幸福時刻」的計畫，於是組成一個無名"組織"，然後和這些作為核心成員的Original 7的成員們一起巡迴各地為了實現計畫而努力。
其具體計畫是利用米海爾的專屬機體Saudade的力量朝宇宙飛去，然後再利用過去將E.I地球化的轉換裝置，讓勾爪男自身分解成原子等級並覆蓋整個星球，在所有人沒有感覺異樣的情況下被灌輸勾爪男的意識，把每個人變成像自己一樣沒有鬥爭意圖的和平世界。為了實現這個目標有兩個必要條件，第一是能飛出大氣層的Saudade以及能操作它的駕駛員，第二是灌輸意識時所須要的觸媒，它的原料在片中為蠱惑人心的植物Orphée之花。
是個對於他人的感情和思想無法理解(沒有興趣)的人，在最終集看到梵安表現出專注於復仇的感情而認為他很"愚蠢"，對於把他看作是「愚蠢代表」的結果感到相當愉悅，還認為他是自己計畫中一個必要且不可或缺的人物。最後被梵安一劍砍了右手的勾爪手以及身體分屍而亡。
是本作中「最純粹的惡」之代表，天真無邪的言語下藏著多面貌的殺機。

#### Original 7/ Neo Original 7（歐利吉那魯7／原體七人）
本作設定中足以動搖E.I惑星的神秘組織，推測是原地球的軍體系單位所組成，後其區別為原歐利吉那魯7（Original 7）以及新歐利吉那魯7（Neo Original 7），特徵是前者的成員都是「原體」，而後者成員除了卡德貝多外，皆為「新原體」。
成員就像名稱「Sevens」一樣是以七個人所組成，但因為其中空缺的成員梵安與勾爪男為敵對關係，所以目前只有六人，全部的人都有和神學加上星期有關所命名代號的機器人，每一架的外型都代表一具武器。
"Original 7"原本是地球政府派來擔任監視者，更是對惑星的罪人們施以處決的「懲罰者」，但是經過數個世代後，為了滿足自己的私慾而使用自己強大的力量加以動用私刑的情況不斷發生，使得組織慢慢腐敗。早期在E.I惑星有著曾被當作是流放惡人的流放地的歷史(因此這個星球已經經過數個世代，所以已經與原來的星球失去聯絡)，所以作為監視兇惡犯人並且施以必要懲罰的監視者們是這個星球不可或缺的存在，該組織的原初用意就是監視與仲裁E.I惑星。
現在的Original 7最後存活的成員只剩下一人，是在原本的組織遭到勾爪男所清除後，募集這些仰幕勾爪男的同志們所創立的，轉型為Neo Original 7組織，而組織內部直到米海爾加入後，基層人員從佐涅特海底中搶來的機體「Saudade of Sunday」中發現了勾爪男的計畫是一場對人類的大屠殺後，分成兩派，而叛亂派最後被奉勾爪男之命的米海爾盡數剷除。
組織後期對於原體裝甲的大幅改良，使得大部份的成員能不經改造手術就能駕駛新型原體裝甲。
梵安（Van）
原Original 7的空缺成員，「Dann of Thursday」的駕駛者，參見「梵安」。
米海爾·加雷特（Michael Garret，配音員：保志總一朗／劉傑（台灣））
溫蒂·加蕾特的哥哥。十六歲，「Saudade of Sunday」的駕駛者，新Sevens的成員。
遭到「勾爪男」綁架，但與他的思想產生共鳴，於是加入了他們。因為身上有著特異的體質，所以是Sevens相當適合操縱機器人的人。雖然年輕坦率但是心中常有迷惑，所以能看到有著無法相信因此被心中的矛盾所困擾的場景出現。對於一起行動並且為了集團盡心盡力的法撒麗娜有著信賴和尊敬，但法撒麗娜為了斬斷他的迷惘而與他有了肉體關係，因此而對她產生了戀愛的感情。
他所操控的以槍劍作為動力的機器人「Saudade of Sunday」可說是Sevens裡面最強的機器人，另外為了成為實現「幸福時刻」的鑰匙而有著重要的存在。
對於自己的妹妹溫蒂相當關心，所以一直認為溫蒂「是個永遠需要被保護的孩子」。但是在加入勾爪男集團後，他的思考開始產生了強列的扭曲，而變成要強迫溫蒂跟著接受他的想法，梵安也以「離不開妹妹的哥哥」諷刺他做的事情。最後受到梵安影響而在精神層面變的更為成熟的溫蒂也拒絕了哥哥的想法，後來與法撒麗娜一起消失在砲火造成坍方的一顆大石落下，生死不明。
法撒麗娜（Fasalina，配音員：倉田雅世／林美秀（台灣））
新Sevens的成員，「Dahlia of Wednesday」的駕駛者，屬於組織中的副手，統御調動組織的實質人物。
卡爾曼的青梅竹馬的舊友，在佐涅特與卡爾曼首次見面的神秘少女。在各地依賴別人開發組織所需的特殊材料並且進行收取的工作。原本是名妓女，每天過著痛苦的生活，後來被勾爪男將她從這個痛苦的遭遇中救出來。因此成為勾爪男的狂熱崇拜者，所以在心中有著想與他在一起的強烈想法。沒有家人，在當妓女時每年都會收到一個寄信人不明的日本人偶。所以她把這些人偶當作重要的寶物，但因為火災而全部被燒燬。
喜歡的東西是自由自在以翅膀飛舞著的蝴蝶，操控著以三節棍為動力的機器人『Dahlia of Wednesday』，戰鬥方式千變萬化，於駕駛艙內以跳鋼管舞的方式達到原體裝甲的極大閃避能力，相當擅長運用極為精巧的話術以及使用淫語來進行心理戰，被梵安以「感覺真糟」來批評她。
初期是為了勾爪男的目的而對米海爾溫柔，甚至為了斬斷米海爾的迷惘而與其發生性關係，但最後卻真正愛上了米海爾，故事結局時在卡爾曼面前為了救米海爾而與其一起遭到坍方的一顆大石落下活埋，生死不明。
在本作中為人氣最高的女性角色。
卡德貝多（Gadved，配音員：岸野一彦／陳旭昇（台灣））
Original 7的元老級成員，梵安駕駛機器人的啟蒙，是當時的7人中唯一還存活的人。
以斧頭為動力駕駛著機器人「Diablo of Monday」。在身為浪人的梵安身上看到了優秀的資質於是教了他各式各樣的事情。
在梵安和艾蓮娜結婚時，因為被勾爪男偷襲而身受重傷，遭到卡德貝多所救並且被他加以改造，半強迫梵安駕駛著機器人丹，而這也是因為艾蓮娜不希望梵安因此而死而拜托他做的。
實際上在遇見梵安前就與勾爪男見過面，而與他的思想產生共鳴。當時他看到Original 7已經腐敗，所以為了改革這一切於是邀請勾爪男來到婚禮會場，嘗試要讓他們接觸勾爪男的思想。但是遭到這些成員拒絕的勾爪男，對於艾蓮娜和卡德貝多以外的Sevens成員加以屠殺。因此讓卡德貝多感到有罪惡感，於是在將梵安加以改造並且救了他一命後離開他，為了與勾爪男實行「幸福時刻」的行動，於是專心在重新創建Original 7。因為指導米海爾駕駛機器人而受到他的尊敬。後來為了掩護組織離開而與梵安戰鬥遭到他的殺害。
卡洛沙（Carossa，配音員：大本真基子／鄭仁君（台灣）） & 梅莉莎（Melissa，配音員：齋藤千和／石采薇（台灣））
同卵雙胞胎的兄妹，相對於好戰的哥哥卡洛沙，妹妹梅利莎則是非常內向，兩兄妹皆是新Sevens的成員，是迷之街人工生命研究所中「雙子」計畫的完成品，兩人都是人造人。
卡洛沙以拐棍為動力駕駛機器人「Sin of Friday」，梅麗莎則是以飛盤為動力駕駛機器人「Sen of Saturday」。兩人運用雙胞胎特有的默契優勢進行合作作戰。是一起被勾爪男所實驗出來的完美結果，因為要被分開生活而逃走。兩人就這樣在森林與老狼機器人一起生活並且遠離文明有半年之久，後來被勾爪男說服而回到實驗室。相當害怕被集團捨棄而回到以前的生活，所以為了勾爪男而相當拼命。卡洛沙對於梅洛莎有著過度的保護，除了勾爪男以外，只要有人接近她就會遭到卡洛沙的攻擊。特別是對於被勾爪男重視，並且自己的妹妹也很喜歡的米海爾有著很強的敵對意識。
後來兩人為了搶功而去攻擊梵安他們，但不敵梵安與雷，最後都遭到雷的殺害。
悟（William Will Woo，配音員：真殿光昭／夏治世（台灣））
新Sevens的成員，「Metsä of Tuesday」的駕駛者，勾爪男之子。
全身散發出高貴氣質的青年，擁有優異的特殊體質，興奮時會流鼻血。有著深度的戀母情結，少年時因對母親強烈的獨佔慾而拿劍要殺死父親勾爪男，結果卻貫穿了要保護父親的母親，之後長年獨居於廢棄城鎮外的一座古堡中，因為思念母親，所以除了劍術修行外什麼也不做。
因與勾爪男有血緣關係而持續提供他自身的血液，使得身患不治之症的勾爪男能因此延續生命。
駕駛著形狀如西洋劍的原體裝甲「Metsä of Tuesday」，其戰鬥風格為典型的騎士般堂堂正正的交戰，主武器為西洋劍，副武器為肩甲上的光學能源砲，以擊劍方式來攻擊為主，砲擊為輔。
本身不會進行不必要的殺戮，因此挫敗梵安後還留其一命，且給梵安三天為限的時間放棄復仇行動並離開，後來與梵安再次戰鬥，因梵安在過程中覺醒了電磁思考領域系統而被他所殺。

## 其他角色
艾蓮娜（声：金月真美）
和梵安訂婚的女性。在結婚當天遭到勾爪之男殺害。在人類第一次降落的E.I星球的地點，歐利吉那魯的總部從事裝甲機器人的研究。偶然間遇見了浪人梵安，於是決定讓他擔任還沒有人操控的Dann的駕駛員。對於梵安來說是第一個把他當人對待的人，讓他因此能產生出人的感情。
志乃（声：西原久美子）
雷的妻子，vorukein的設計者。為了能夠有效的利用地下資源而設計開發vorukein。它的性能受到勾爪男的注意並且幫助志乃開發。但是在她知道勾爪男真正的計畫後，而斷然拒絕（因為沒照勾爪男所想像的一樣）結果遭到勾爪男殺害。雷會穿著日式服裝也是受到她的影響，而在每集結尾的插圖上也能看到他穿著日式的工作服。
凱吉（声：小野坂昌也）
由凱吉擔任船長，率領著一群像是海盜的船員們，搭乘著像是潛水艇的裝甲「thank you海洋 最高號」。有著獨特的美感，對於不認識的梵安和溫蒂等人以告誡般的口氣鼓勵著他們。雖然是名客串的角色，但因為其獨特的言行而在網路上獲得很高的人氣，由於遭到梵安破壞他們的裝甲，因此坐著Great沙發號(其他船員則是擔任在後面推船的工作)到處旅行在尋找新的船隻。
在最終話時被卡爾曼委託進行救援行動，以乘坐在大型戰艦型態的複製裝甲的姿態現身，將梵安等人成功救出並逃離即將沉沒的十字島嶼。
卡梅歐（声：桑島法子）
溫蒂所飼養的寵物烏龜。原來是米海爾的寵物，但在他被勾爪男抓走前交給溫蒂照顧。平時溫蒂會用線穿過龜殼，把牠當作項鍊般掛在脖子上。那時的造型就像是貝殼項鍊一樣(一般認為它的名字就是日文的烏龜和貝殼項練的組合)。故事的後面和溫蒂一起行動，時常會有驚人的表現，和現實的烏龜是不一樣的動物，會接近特定的人物，所以被認為有某種程度的智力。在最終話時，能看到牠驚人的成長。
拉奇·薩·魯雷多（声：津久井教生）
盗賊團「Wildpunch」的領導。對於幸運相當執著，會以俄羅斯輪盤來測試自己的幸運。持有像是移動砲台「lucky·The Canon」的裝甲機器人。會公開宣示「對人會正面迎戰」、「如果從背後偷襲人，幸運就不會到訪」等自己的原則，但在與梵安對戰時打破自己的原則而遭到擊敗。是被勾爪男請托而綁架米海爾的人。
巴倫市長（声：屋良有作）
橋城市的市長。為了建立一個獨立國家，而誘拐那些禁止外出的女性，企圖利用她們來製作孩子。操控著像是大型戰艦的裝甲「MetalGear」號和梵安對戰而被擊敗。
布奇
住在葛羅利亞街的瘋狂青年科學家。老是關在家裡作一些奇怪的研究和發明，被村人避之為恐不及。自己製作裝甲機器人「BadRose」號，因為遭到村人排擠而企圖破壞村莊(自己也是這麼想)，但被艾魯多拉V擊敗，在受到尼祿等人的斥責後改過向善，以後則是幫助尼祿等人。對於不能出盡全力就不能兩足步行的艾爾多拉V施以效果良好的強化改造，以技術者而言有著相當優秀的技術。在梵安的丹嚴重損壞時，對於想要修理它的其他人給予他們幫助。
札可達（声：二又一成）
和同伴一起駕駛小型裝甲到處作亂的壞蛋。在襲擊溫蒂時遭到梵安擊退。後來被RWC所雇用，參加機器人格鬥大賽並且駕駛「超級200000系linegain」再次登場。結果遭到布里希洛輕鬆的擊敗。
艾兒（声：小林優子） & 阿兒（声：勝生真沙子）
在住戶都是雙胞胎的迷之街中各自擔任首領的雙胞胎，實際上是Original 7遺留的人工生命「雙子」研究所的失敗產物。
住在迷之街上的雙胞胎們不僅關係不好而且各自對立，因此她們也一樣互相憎恨彼此。雇用梵安作為保鏢的阿兒有著擔心艾兒的一面，而雇用雷作為保鑣的艾兒則是有著冷酷無情的一面，在阿兒將死時也不想和她和好。最後由於她們過世的父親（是勾爪男的部下。因為他的研究而讓這條街的人全都是雙胞胎，所以並不是她們真正的父親）遺留下「請和好吧」的吩咐，所以兩人為了實現「如果是這兩個人一定能成功吧」的期待而和解並且一起駕駛了父親遺産的裝甲機器人「雙鎖」，結果遭到雷的擊敗。
克拉多（声：柳澤榮治） & 巴妮（声：豊口惠）
住在港口巴帕·帕雷多的一對情侶。為了搶奪梵安的機器人而搭乘著改造過的敞篷車「愛情豪華」(自稱)號跟蹤梵安和溫蒂。他們所搭乘的裝甲是來自於擅長改造汽車的克拉多的作品，而車身則是巴妮從父親的收藏中偷出來的。克拉多對於巴妮會用「櫻桃寶貝」來稱呼，巴妮對於克拉多也會以「馬斯卡多」來稱呼他。從巴妮父親對於巴妮所說「妳也該好好考慮自己的年紀了」來看，能夠知道巴妮似乎喜歡裝扮得很年輕的樣子，而克拉多好像也不知道巴妮的真正年紀。
這對情侶的人設與劇情是對電影「黑色追緝令」致敬。
多尼（声：飯塚昭三）
港口巴帕‧帕雷多的黑社會老大，「蒙大拿家族」的首領，巴妮的父親。是這個港口第一名的裝甲收集狂，愛機則是有著三千馬力和配備三千武器的「多尼3000」。不過由於是由敞篷車所改造，所以最後遭到梵安直接用他的番刀輕鬆的打敗。此角色名稱與1983年電影疤面煞星主角相同，同為黑幫老大。
旁白（声：銀河万丈）
經常在每集故事開頭作解説的人物。在第26集以記者身份登場，為了製作對於梵安的報導而訪問長大後的溫蒂。在廣播劇CD中也以梵丈的身份登場。

## 機器人一覽

### 動畫版
本作中有高度技術的機器人都被稱作「裝甲」。由於裝甲並未有統一的形狀和規格，所以甚至在不同地區的人也會把武裝汽車叫作裝甲，因此會有各式各樣的裝甲出現。不過雖然種類不一，但大家還是習慣性地以裝甲來稱呼，而劇中所出現的裝甲大部分比較接近巨大的人形機器人。

#### 原体裝甲
在E.I星球最初製作了七台裝甲，用以懲罰並仲裁惑星的罪人，其種類參照「原体用的裝甲一覧」。
梵安的丹也是原体用的七台裝甲之一，為了完成原体本來的目的，每人所駕駛的裝甲都會有專屬的系統，且和一般裝甲的不同處就在於這些裝甲的外表裝備了許多的外殼，都具有變形機能，而變為人形時裝甲的內部具有疑似生物構造的自我修復細胞機能，種類分為新型與舊型原體裝甲兩大類別。
以下幾點是它們的特徵。
裝甲界面系統
能夠藉由駕駛員腦部所流動的電氣訊息來加以感應其思考狀態，使得裝甲本身有更高的機動力，同時在駕駛艙的營幕上呈現駕駛員的狀態和週遭情況，並且能夠接受或傳送衛星控制系統的訊息的功能，該系統需要經由生體登錄才有連動效果，也是駕駛員的生命聯繫裝置。
電磁思考領域
當駕駛員在一定的專注力提升極致、精神高亢之時，駕駛艙會發出光芒，且出現強大的力量和電磁防護，是一種覺醒狀態，這時的駕駛員才能真正發揮出原體裝甲的真正力量。
觸發的條件就是駕駛員有自我意識所謂的「人機合一」，內心斬除迷惘後的強大精神力能將G-ER流體控制系統的運作增幅至最大化狀態，使得機體能獲得近乎無限的能源，這也是原體裝甲被譽為本作中僅有的七架最強裝甲的真正原因。
G-ER流体控制系統
一種只要有電流通過、就能從固體變成液體的青黑色流体，是驅動機體的主要動力源，類似生物的血液功用，而原體裝甲沒有G-ER流体就無法啟動，所以透過這種流體所形成的強韌肌肉群才能使這些裝甲以直立兩足步行來行動，這也是它們與複製裝甲的不同。之後也有一些複製裝甲也因為有這種流體而能以直立兩足步行來行動，如之後改造完成的艾爾多拉魂。
另外G-ER流体也被推測是讓原體裝甲更有行動力和擁有強大力量的根源，而真正能將其根源極大化發揮的條件是駕駛者對於電磁思考領域的覺醒。
除原體裝甲外，僅有一台複製裝甲能做到控制G-ER流體外，還能將其作為武器貫穿敵人，或是以流體進行絕對防禦，即為勾爪男的巨大複製裝甲「Birthday」。
唯一能無視上述規則而能不限機體並自由控制G-ER流體的只有特異個體「超載體」（Over Flow）。
衛星控制系統
是為了每個原體裝甲所設計的特殊衛星，具有機庫功能，而在E.I星球的衛星軌道上以一定間隔所設置的人工衛星〈衛星控制系統〉，平時的機能運作則是用來收納裝甲以及修復裝甲。衛星需要駕駛員作出特定動作(例如梵安用刀畫一個V字)才會發射裝甲到地面上。由於這個系統、使得歐利吉那魯能在各地叫喚它們出來。另外衛星也擁有修復裝甲的機能、能在裡面自動修復裝甲破損的地方，因此原體裝甲本身不太需要有維修人員，但需要專屬的調整技師團隊進行駕駛員與衛星連結的生體登錄工作。
各裝甲被設定有專用的衛星，但也能透過從裝甲那邊輸入聲音來替換專用的衛星，在故事後期，梵安的機體「神之裁決」Dann的衛星遭到米海爾的破壞，後來是透過喬西亞的幫助而能切換使用卡德貝多的衛星來加以修復Dann，在最終集時，米海爾的「Saudade of Sunday」、卡德貝多的「Diablo of Monday」及梵安的「Dann of Thursday」的衛星皆確認遭到破壞，總和為三架。

##### 原体用的裝甲一覧
| 裝甲                | 駕駛員   | 裝甲的代號        | 變形後的型態 | 機體類型     | 備考                    |
| ------------------- | -------- | ----------------- | ------------ | ------------ | ----------------------- |
| Dann of Thursday    | 梵安     | 丹・ 星期・四     | 人型         | 舊型原體裝甲 | 原Oiginal 7（空位成員） |
| Saudade of Sunday   | 米海爾   | 鄉愁・ 星期・日   | 人型         | 新型原體裝甲 | Neo Oiginal 7           |
| Diablo of Monday    | 卡德貝多 | 破壞神・ 星期・一 | 人型         | 舊型原體裝甲 | 原Oiginal 7（正式成員） |
| Metsä of Tuesday    | 梧       | 深森・ 星期・二   | 人型         | 新型原體裝甲 | Neo Oiginal 7           |
| Dahlia of Wednesday | 法撒麗娜 | 大麗花・ 星期・三 | 植物型+人型  | 新型原體裝甲 | Neo Oiginal 7           |
| Sin of Friday       | 卡洛沙   | 原罪・ 星期・五   | 恐龍型       | 新型原體裝甲 | Neo Oiginal 7           |
| Sen of Saturday     | 梅麗莎   | 安眠・ 星期・六   | 恐龍型       | 新型原體裝甲 | Neo Oiginal 7           |

另外Sin of Friday和Sen of Saturday能夠合體。

##### 複製裝甲
只要是除了Original 7專用的原體裝甲以外的都被叫作「複製裝甲」。但其性能劣於原體裝甲，也未搭載G-ER流体、所以無法以兩足來步行，大部分以輪子來行動，不過最大的差異在於原體裝甲會對駕駛員造成生命隱憂以及肉體負擔，而複製裝甲則不會，所以在實用性和使用度也更高。
這其中也有不輸於原體裝甲的複製裝甲，最具代表性的就是雷駕駛的Volkein。原因是因為Neo Original 7的新型原體裝甲所追加的光學射擊武器、戰鬥系統等技術全都是從伯魯凱因的基本技術中獲得並加以改良，因此能說Volkein就是新型原體裝甲追加装備的「原型」機種；另一種凌駕於Seven系列裝甲的就是勾爪男駕駛的「生日」（Birthday），該裝甲能自由控制G-ER流體作為武器及防禦效果，一般的光學武器及物理攻擊無法打破其防禦，只有超載體（Over Flow）的力量才能打倒「生日」。
其他還有布里希洛的布朗尼和艾爾多拉魂，布朗尼外表看似能夠用兩足步行，實際上是在腳部的地方裝置輪子來移動，不過卻有著高機動力和高運動性的優點，較適合單挑，而由於攻擊力低，所以有無法進行對複數敵人戰鬥，以及防禦力極高的敵人較吃力等缺點，但後者可以用弱點攻擊來彌補缺陷。
至於艾爾多拉魂原本是艾爾多拉V，由於經過布奇的改造，讓它成為正式使用G-ER流体的複製裝甲，並且因其威力大大超越其它裝甲，且因使用G-ER流体，而能夠完全以二足步行，也讓它在戰場上的使用度上大大增加，但因能源的補充問題而沒有優秀的續航力，持久戰極為不利，唯一能彌補缺點的方法就是提供能源包的補充進行瞬間爆發力的強力攻擊。
另外，第一個使用G-ER流体的複製裝甲是布奇的BadRose，而正式啟用G-ER流體機能的就是艾爾多拉魂。

#### 一般複製裝甲一覽
| 裝甲                                                                                    | 駕駛員                                | 特徵                                                            |
| --------------------------------------------------------------------------------------- | ------------------------------------- | --------------------------------------------------------------- |
| - 伯魯凱因 with - 伯魯凱因改（23話）                                                    | 雷·郎格蘭                             | 以槍砲為主的裝甲，能反射光學武器，新型原體裝甲的原型機。        |
| - 布朗尼                                                                                | 布里希洛                              | 高機動力且以格鬥為主的裝甲，為生體感應式駕駛艙。                |
| - 艾爾多拉V （分別是以下機體的組合 古拉黑達、伯迪肯達、力量翰達、奈斯夫達、粉紅阿米哥） | 尼洛 赫賽 帕利歐 卡魯洛斯             | 5台合体的超級機器人風的裝甲                                     |
| - 艾爾多拉魂                                                                            | 尼洛 赫賽 帕利歐 卡魯洛斯             | 艾爾多拉V的強化型，搭載G-ER流體，為正式啟用G-ER流體的複製裝甲。 |
| - Lucky.The.Canon                                                                       | 拉奇‧薩‧魯雷多                        | 以大砲為主的機體                                                |
| - MetalGear                                                                             | 巴倫市長                              | 水上用大型裝甲                                                  |
| - BadRose                                                                               | 布奇                                  | 本作中首次利用G-ER流体來驅動觸手的複製裝甲                      |
| - 扎可達的裝甲（4話） - 超級200000系Linegain（14話）                                    | 札可達                                | 無                                                              |
| - TwinLock                                                                              | 艾爾&阿兒                             | 雙人用（雙胞胎用）裝甲                                          |
| - 黃金古雷伊德魯                                                                        | ジョー・ラッツ                        | ブラッド・クレイドル的原型                                      |
| - 多拉黑（龍之裝甲）                                                                    | 沒有（劇中的駕駛員則是已死亡）（8話） | 龍型的大型裝甲                                                  |
| - Thank you海洋 最高號（10話） - Thank you海Great号（26話）                             | 凱吉                                  | 潜水艇型的裝甲                                                  |
| - 多拉古魯                                                                              | 穆達卡、他人                          | 多拉黑的改良型                                                  |
| - 血腥・搖籃（ブラッド・クレイドル）（101）                                             | 無線操作                              | 量產型裝甲                                                      |
| - 生日（Birthday，最終話）                                                              | 克‧克拉伊索庫‧庫魯（勾爪男）          | 其性能超越所有的原體裝甲，以G-ER流體為武裝。                    |

## 專有用詞

##### 原体（Originals）
本作設定中的「特異個體」，是一種改造人的代稱。
因原体裝甲的性能皆優於其他裝甲，但代價是要消耗人類的大腦發出的神經電流，且消耗量異常龐大，而人類本身是做不到的，這是因為人的腦神經電流很微弱，不改造就無法讀取到駕駛員的思考，也就無法讓裝甲動起來，為了能夠讓駕駛員有更多的神經電力，因應這種情況，必須施以改造手術，例如裝甲界面系統移植等各種調整，但主要是以增幅大腦至脊椎的大範圍神經系統的手術，一旦失敗就是死亡，而成功後能獲得極強的肉體自癒能力，且能搭配裝甲系統的自我修復保障駕駛者的身體機能。
有接受手術的人都被叫作 "原体（Original）" ，成為原体後，身体會留有刺青（梵安在胸口上），外表則和一般人沒什麼不同，但他們也被課以必須定期使用裝甲，否則無法維持生命（這是由於會取出G-ER流体的關係），只要裝甲一定期間沒使用（最長似乎1週）、裝甲或衛星遭到破壞等狀況，就會喪失生命維持機能、使駕駛員只能等死，只要遵守特定規則就能得到「近乎不死之身」的肉體能力。
原体的裝甲們都有和其外型相當的格鬥專用武器和電磁屏障，而勾爪男的成員們除了卡德貝多外，專用裝甲則都有追加有槍炮等遠距離攻擊的裝備。

##### 新原体（Neo Originals）
與原體不同，是未經過改造手術而能駕駛新型原體裝甲的特殊人類，這類人多半都有異常強大的精神力，或是極為扭曲的心理特質，因上述這些特點的人類而能增幅比普通人還強的神經電力，藉此異常強大的精神特質才能駕馭新型的原體裝甲。
現在的原体裝甲都是勾爪男在各地透過裝甲研究者和技術人員，加以組織起來改裝和强化性能的完成體，勾爪男為了填補原体中失去的成員們，於是急於研發出能夠讓未改造者也能駕駛的技術，結果成功研發出透過感應一般人微量的神經電流就能夠動作，而不需要被施以手術的技術出來的装甲。
與原體相比，未改造的成員們為了和過去的進行手術的成員有所區別，於是被叫作 "新原体（Neo Originals）" ，至於新原体的成員不用手術，是因為原成員卡德貝多將新原體的裝甲理論進行修正，並加以改造原體裝甲而成為不需要手術就可駕駛的新型原體裝甲，這種新型裝甲的特徵是將裝甲所需的神經電力負荷降至最小，但駕駛員需要異於常人的精神力才能啟動新型原體裝甲，而如果新原體要駕駛舊型原體裝甲的話，依舊是需要進行手術才能駕駛舊型。
因此像是法撒麗娜、卡洛沙和梅洛莎等人都能夠有適合他們的機體，其中梵安原本也是不需要手術就能啟動新型原體裝甲的特殊人類之一，但因駕駛的機體為舊型原體裝甲，因此本人也不知道自己的情況。
這使得技術的進步讓過去「人來適合裝甲」到變成用反倫理的方法而成為「裝甲來適合人」，使駕駛者對於身體負荷的危險度大大降低，因不需手術的關係，駕駛員在初期使用機體登錄時會耗上相當長的時間，且運作到變形的階段也需要駕駛者的適應性而定，但因此也不會受限於裝甲與駕駛員之間生命聯繫的規則，目前只有米海爾能在短時間內成功登錄。
其外型的設計理念是參考新世紀福音戰士，而駕駛艙（包含複製裝甲中的布朗尼）的內部機能概念是參考機動武鬥傳G鋼彈。

##### 超載體（Over Flow）
特異個體，是被施以了改造手术的新原體，能发挥出超越原體及新原體的力量，特徵為使用原體裝甲時可以自由操縱G-ER流體，且流體顏色會從青黑色變化為紅黑色，更可以控制流體的軟硬以及體積質量進行大範圍的地圖砲攻擊。
改造手術原本為地球的科技，而施以手術的新原體為E.I惑星的未知技術，一旦超載體使用原體裝甲則會有覺醒的可能性，覺醒條件為駕駛者瀕臨死亡且駕駛系統損毀之際，以駕駛者的巨大精神力逼其覺醒，但該個體被施以手術時會有極大機率直接死亡，而因本身就是新原體的關係，實際上沒有衛星或失去原體裝甲後依然還能存活，無視生命聯繫的規則，只是會因手術的副作用而身體不適，因此超載體若要保持健康依舊是需要原體裝甲。
目前只有梵安成功身為這種個體並存活下來，在最終話時覺醒。

## 工作人員
- 企画：板橋徹、佐佐木史朗
- 導演：谷口悟朗
- 劇本：倉田英之
- 人物設計：木村貴宏
- 總作畫監督：木村貴宏（2 - 26話）
- 畫面導演：山根理宏
- 副導演：
- 機械設計師：反田誠二
- 設計工作：寺岡賢司（6 - 26話）
- 3D導演：渡邊哲也
- CG顧問：三好正人
- 色彩設定：
- 美術指導：前田實（1 - 13話）、根本邦明（14話）、赤堀千仁（15・16話）、佐藤勝（17 - 26話）
- 總動畫繪製：西井正典（14 - 26話）
- 導演助手：三宅和男
- 媒體作者：兵頭一步
- 設定考証：鈴木貴昭
- 攝影監督：大矢創太
- 編集：森田清次
- 音響監督：浦上靖夫
- 音響制作：AUDIO PLANNING U
- 音樂：中川幸太郎
- 音楽製作：石川吉元
- 節目擔當：東不可止（東京電視台）
- 製片：尾留川宏之、佐伯博幸
- 動畫製片：黃樹貳悠、吉田昇央
- 動畫製作：AIC A.S.T.A.
- 協力製作：PPP（4・9・18話）、
- 製作：Gun Sword Partners

## 主題歌
- 主題曲：
  - 『GUN×SWORD』 中川幸太郎 feat.鬼太鼓座
- 片尾曲：
  - 『A Rising Tide』 Okino,Shuntaro
  - 『Paradiso』（9、11話） Hitomi
  - 『S・O・S』（17話） 桑島法子、井上喜久子、千葉紗子、雪野五月（原曲：Pink Lady『S・O・S』）
  - 『A Rising Tide (acoustic)』（22話） Okino,Shuntaro
  - 『Calling you』（24話） Okino,Shuntaro
- 插曲：
  - 『虹の彼方』 雪子(雪野五月)

## 集數
| 集數   | 標題 | 脚本     | 分鏡                     | 演出                       | 作畫監督                                                  | 美術監督 | 日本初次播映日 |
| ------ | ---- | -------- | ------------------------ | -------------------------- | --------------------------------------------------------- | -------- | -------------- |
| 第1話  |      | 倉田英之 | 谷口悟朗                 | 久城りおん                 | 角色：木村貴宏 機械：山根理宏                             | 前田実   | 2005年7月4日   |
| 第2話  |      | 倉田英之 | 谷口悟朗                 | 三好正人                   | 角色：永田正美 機械：西井正典                             | 前田実   | 2005年7月11日  |
| 第3話  |      | 倉田英之 | 笹嶋啟一 谷口悟朗        | 久城りおん                 | 角色：植田洋一 機械：山根理宏                             | 前田実   | 2005年7月18日  |
| 第4話  |      | 倉田英之 | 久城りおん               | 久城りおん 齋藤久 三宅和男 | 齋藤久                                                    | 前田実   | 2005年7月25日  |
| 第5話  |      | 倉田英之 | 須永司 谷口悟朗 玉川達文 | 北村真咲                   | 青山正宣                                                  | 前田実   | 2005年8月1日   |
| 第6話  |      | 倉田英之 | 須永司                   | 秋田典昭                   | 小林冬至生 永田正美                                       | 前田実   | 2005年8月8日   |
| 第7話  |      | 倉田英之 | 須永司                   | 上坪亮樹 久城りおん        | 角色：大貫健一 機械：山根理宏                             | 前田実   | 2005年8月15日  |
| 第8話  |      | 倉田英之 | 大畑晃一 谷口悟朗        | 三好正人                   | 角色：牧野龍一 機械：鷲北恭太                             | 前田実   | 2005年8月22日  |
| 第9話  |      | 倉田英之 | 林宏樹                   | 秋田典昭                   | 田畑壽之                                                  | 前田実   | 2005年8月29日  |
| 第10話 |      | 倉田英之 | 久城りおん               | 久城りおん                 | 角色：大坪幸麿 機械：西井正                               | 前田実   | 2005年9月5日   |
| 第11話 |      | 倉田英之 | 北村真咲 谷口悟朗        | 北村真咲                   | 齋藤久                                                    | 前田実   | 2005年9月12日  |
| 第12話 |      | 倉田英之 | 須永司                   | 石倉賢一                   | 小川一郎                                                  | 前田実   | 2005年9月19日  |
| 第13話 |      | 倉田英之 | 須永司                   | 久城りおん                 | 角色：木村貴宏 機械：山根理宏                             | 前田実   | 2005年9月26日  |
| 第14話 |      | 倉田英之 | 須永司                   | 西村大樹                   | 角色：永田正美 機械：青山正宣                             | 根本邦明 | 2005年10月3日  |
| 第15話 |      | 倉田英之 | 須永司                   | 熊谷雅晃                   | 角色：大貫健一 機械：鷲北恭太                             | 赤堀千仁 | 2005年10月10日 |
| 第16話 |      | 倉田英之 | 須永司                   | 久城りおん                 | 角色：大坪幸麿 機械：西井正典                             | 赤堀千仁 | 2005年10月17日 |
| 第17話 |      | 倉田英之 | 北村真咲 谷口悟朗        | 北村真咲                   | 中谷誠一 西田亞沙子                                       | 佐藤勝   | 2005年10月24日 |
| 第18話 |      | 倉田英之 | 須永司 三好正人          | 三好正人                   | 津熊健徳                                                  | 佐藤勝   | 2005年10月31日 |
| 第19話 |      | 倉田英之 | 須永司                   | 加藤顕                     | 角色：齋藤久 機械：西山忍 機械：山根理宏 機械：牟田口裕基 | 佐藤勝   | 2005年11月7日  |
| 第20話 |      | 倉田英之 | 谷口悟朗 松下之宏        | 松本佳久 三宅和男          | 川口弘明 木村貴宏                                         | 佐藤勝   | 2005年11月14日 |
| 第21話 |      | 倉田英之 | 須永司                   | 古川順康                   | 角色：松原豊 機械：大塚健 機械：有澤寬                    | 佐藤勝   | 2005年11月21日 |
| 第22話 |      | 倉田英之 | 須永司                   | 秋田典昭                   | 角色：田畑壽之 機械：鷲北恭太                             | 佐藤勝   | 2005年11月28日 |
| 第23話 |      | 倉田英之 | 須永司                   | 北村真咲                   | 角色：佐藤道雄 機械：永田正美                             | 佐藤勝   | 2005年12月5日  |
| 第24話 |      | 倉田英之 | 須永司                   | 三好正人                   | 角色：大貫健一 機械：吉田徹                               | 佐藤勝   | 2005年12月12日 |
| 第25話 |      | 倉田英之 | 久城りおん               | 久城りおん                 | 角色：大坪幸麿 機械：西井正典                             | 佐藤勝   | 2005年12月19日 |
| 第26話 |      | 倉田英之 | 谷口悟朗                 | 久城りおん                 | 角色：木村貴宏 機械：山根理宏                             | 佐藤勝   | 2005年12月26日 |

## 遊戲
於2009年3月20日首次參戰超級機器人大戰K，而相隔十年後，2019年3月回歸參戰超級機器人大戰T，並追加角色們配音以及專屬的戰鬥CG。
2021年10月再續參戰超級機器人大戰30，與同監督作品的Code Geass 反叛的魯路修共演。

## 外部連結
- GUN×SWORD（ビクターエンタテインメント公式サイト） （页面存档备份，存于）（日語）
- GUN×SWORD（東京電視台官網） （页面存档备份，存于）（日語）
- 槍與劍官方部落格 （页面存档备份，存于）（日語）
- 槍與劍WIKI（粉絲網）（日語）